# Patrick Rapold
Patrick Rapold (ur. 21 maja 1975 w Szafuzie) – szwajcarski aktor i pianista.

## Życiorys
Urodził się w Szafuzie w Szwajcarii. Jego starszy brat Martin (ur. 1973) to także aktor i scenarzysta. W latach 1998–2000 studiował w European Film Actor School w Zurychu. Był współautorem scenariusza do dramatu Nocturne z 2003 roku.
W marcu 2008 roku przeniósł się do Los Angeles na rok, mając na celu zdobycie przyczółka w Hollywood jako aktor. Ponadto odbyły się rozmowy z Bertelsmann Music Group, aby wydać jego album w Stanach Zjednoczonych.

## Wybrana filmografia
- 2001: Tatort: Time-Out jako Reto Knop
- 2001: Mannowie – Powieść stulecia (Die Manns – Ein Jahrhundertroman) jako siedzący obok Ericha Ebermeyera
- 2003: SOKO München jako Ronald Becker
- 2004: Eurotrip jako Christoph
- 2006: Inga Lindström: Sekret Svenaholm (Inga Lindström: Das Geheimnis von Svenaholm, TV) jako Mikael Lovand
- 2007: Barbara Wood: Sturmjahre (TV) jako Mark Rawlings
- 2008: Sunny Hill jako Michael
- 2008: Jednostka specjalna „Dunaj” jako Markus Eckert
- 2009: Kobra – oddział specjalny – odc.: Die Braut jako Sven Böttcher
- 2010: Inga Lindström: Księżniczka serca (Inga Lindström: Prinzessin des Herzens, TV) jako Sven Sund
- 2011: Komisarz Rex (Il commissario Rex) jako Vittorio Lombardi
- 2012: Labirynt (Labyrinth) jako Yves Biau
- 2014: Krok do wolności (Akte Grüninger) jako Ernest Prodollier
- 2015: Katie Fforde: Niezapominajki (Katie Fforde: Vergissmeinnicht, TV) jako Mathew Bradford